# Šarišské Sokolovce
Šarišské Sokolovce este o comună slovacă, aflată în districtul Sabinov din regiunea Prešov. Localitatea se află la altitudinea de 415 m deasupra n.m., se întinde pe o suprafață de 12,27 km2 și în 2017 număra 577 de locuitori.

## Istoric
Localitatea Šarišské Sokolovce este atestată documentar din 1307.

## Demografie
| An:                | 1994 | 2004   | 2014   | 2024    |
| ------------------ | ---- | ------ | ------ | ------- |
| Număr de persoane: | 496  | 517    | 558    | 651     |
| Diferență:         |      | +4,23% | +7,93% | +16,66% |

| An:                | 2023 | 2024   |
| ------------------ | ---- | ------ |
| Număr de persoane: | 626  | 651    |
| Diferență:         |      | +3,99% |